# Бача пош
Бача пош (пашт. باشا بوش) је пракса у Авганистану у којој неке породице бирају ћерку да живи и понаша се као дечак. Ово омогућава детету да се слободније понаша: да похађа школу, прати своје сестре у јавности и ради. Пракса је чешћа међу породицама са великим бројем ћерки, посебно ако нема синова. Девојчице одгајане као бача пош обично настављају да живе као девојчице отприлике када уђу у пубертет.
Породице могу да одаберу да одгајају ћерку „бача пош“ како би могла да зарађује, посебно у одсуству мушких рођака, како би омогућиле мајци и сестрама већу слободу кретања или због тога што желе сина.

## Преглед
У Авганистану постоји друштвени притисак на породице да имају сина који ће наследити породично презиме и очеву имовину. Породице са само ћеркама или неколико синова могу бити стигматизоване и сматране слабим.
У одсуству сина, породице могу обући једну од својих ћерки као мушкарца, а неки се држе веровања да ће поседовање „бача пош“ повећати вероватноћу да мајка роди сина у каснијој трудноћи. Ако једна девојчица више тежи мушком облачењу, већа је вероватноћа да ће бити изабрана за „бача пош“ него њене сестре; међутим, избор прави породица без учешћа девојчице.
Девојчица која живи као дечак облачиће се у карактеристичну мушку одећу, ошишаће се на кратко, и користити мушко име. У својој породици неће морати да кува или чисти као друге девојке. Као бача пош, девојка је у могућности да похађа школу, обавља послове, слободно се креће у јавности, прати своје сестре на места где не би могле бити без мушког пратиоца, бави се спортом и проналази посао.
Статус девојчице као бача пош обично престаје када уђе у пубертет. Жене које су одгајане као бача пош често имају потешкоћа у преласку из живота дечака и прилагођавању традиционалним ограничењима која се постављају женама у авганистанском друштву.
Улога бача пош у заједници је сложена. Заједница детета је често свесна да је оно девојчица, али је ипак признаје као дечака. Међутим, чињеница да је она девојчица се третира дискретно и о томе се не говори отворено. Отворено признање да је оно девојчица може осрамотити њену породицу или је учинити рањивом. Иако неке девојчице које су одгајане као бача пош не пријављују проблеме у заједници када су се вратиле животу жена, постоје и извештаји да се породице често селе када она пређе у другу фазу како се њен прави идентитет не би јавно открио.
Азита Рафат, посланица изабрана у Народну скупштину Авганистана да представља провинцију Бадгис, није имала синове и једну од својих ћерки је одгајила као бача пош. Рекла је да разуме да је „веома тешко поверовати зашто једна мајка ради ове ствари својој најмлађој ћерки“ и да се „у Авганистану дешавају ствари које су заиста незамисливе за западни народ“.

## Корени
Обичај је документован пре најмање једног века, али је вероватно много старији и практикује се и данас. Могуће је да је почео тако што су се жене прерушавале у мушкарце да би се бориле или биле заштићене током ратних периода.
Историчарка Ненси Дупри је рекла новинару Њујорк тајмса да се сећа фотографије из раних 1900-их, током владавине Хабибулаха Кана, на којој су жене обучене као мушкарци чувале краљев харем, јер званично, харем нису могле да чувају ни жене ни мушкарци. „Сегрегација захтева креативност“, рекла је, „Ови људи имају најневероватнији капацитет за суочавање са ситуацијом.“

## Распрострањеност и прихватљивост
Културна пракса бача пош првобитно није била јавно објављена ван Блиског истока. Међутим, као резултат медијске продукције, бача пош и њихова улога у друштву се полако откривају.
Истраживања су ограничена у погледу распрострањености бача пош. Једна самостално одабрана студија жена у провинцијама Кабул и Нангархар открила је да је 7% испитаница изјавило да је девојчица у њиховој породици одгајана као бача пош. Постојала је значајна разлика између две провинције, при чему је 4,4% испитаница из Кабула и 15,4% испитаница из провинције Нангархар пријавило бача пош у својој породици. Студија је открила много веће стопе бача пош међу Паштунима него Таџицима или Хазарима, али велика већина Паштунских жена које су пријавиле бача пош била је из провинције Нангархар, што указује да овај резултат може бити искривљен демографским и социоекономским условима провинције.
Само главна породица, породични пријатељи и неопходни здравствени и просветни званичници знају биолошки пол бача пош. Друштво га углавном толерише и признаје, и сматра га практичним решењем за оне који немају наследника или пратећу мушку фигуру. Иако се толерише, бача пош може бити малтретирана и задиркивана због тога што се не придржава верских уверења и друштвених норми када се открије да је женског пола. Када се то открије, бача пош може бити стигматизована слично оној коју осећа ЛГБТ заједница, без обзира на то да ли се тако идентификује.

## Ефекти
Развојни и клинички психолог Дајана Еренсафт теоретише да, понашајући се као дечаци, бача пош не изражавају свој прави родни идентитет, већ се једноставно прилагођавају надама и очекивањима родитеља. Она наводи родитеље који својим ћеркама нуде привилегије које девојчице иначе не би добиле, као што је могућност вожње бицикла и играња фудбала и крикета, као и жаљења бача пош да се не осећају пријатно у близини дечака и да би радије живеле као девојчице.
Након што су неко време живеле као бача пош, већини је тешко да се поново друже са девојкама јер су се навикле да се друже са дечацима. Једна девојка која је била бача пош двадесет година, али се вратила у девојчицу када је уписала универзитет, рекла је за BBC да се вратила само због традиције друштва. Један од разлога зашто је бача пош тако тешко да се врате у девојчице је тај што глуме дечака када би требало да развијају своје личности, па на крају развијају стереотипније мушке особине личности. Неке бача пош осећају као да су изгубиле суштинска сећања из детињства и свој идентитет као девојке. Друге сматрају да је било добро искусити слободе које не би имале да су биле нормалне девојке које су одрастале у Авганистану. Сама промена такође може бити веома тешка јер се већина, ако не и сва, права и привилегије „дечака“ одузимају када се враћају у женску улогу; многе жене не желе да се врате у женске улоге, с обзиром да су искусиле слободе и права какве имају дечаци. Џени Нордберг, ауторка књиге „Подземне девојке из Кабула“, рекла је да се многе не враћају да живе као жене и да је то „веома психолошки компликовано“ на индивидуалном нивоу.
Када бача пош достигне узраст за удају, обично између 15 и 17 година, и/или када њихове женске телесне особине постану израженије, обично тада отац одлучује да бача пош поново врати у њен женски облик. Ипак, будући да је бача пош у узрасту за удају, жене могу имати право гласа у вези са одлуком. Међутим, ако то значи да се иде против очеве жеље (а самим тим и жеље породице), млада бача пош може завршити даље маргинализована, без породичне подршке у друштву које је веома породично оријентисано. Пошто већина бача пош проводи своје препубертетске године у мушкој улози, многе прескачу учење потребних вештина да би постале идеална супруга. Након тога, многе доживљавају анксиозност због преласка у женственост.
Срж контроверзе око ове праксе, у смислу недавног покрета за права жена у Авганистану, јесте да ли пракса бача пош оснажује жене и помаже им да успеју или је психолошки штетна. Многе жене које су прошле кроз процес кажу да сматрају да је искуство било оснажујуће, али и гушеће. Прави проблем, кажу активисткиње, није сама пракса, већ права жена у том друштву.